# Louise de Broglie
Louise-Albertine de Broglie, contessa d'Haussonville (Coppet, 25 marzo 1818 – Parigi, 21 aprile 1882), è stata una biografa e scrittrice francese, esponente della casata di Broglie, una celebre famiglia francese.
Era la nipote della scrittrice Germaine de Staël ed era considerata indipendente, liberale e schietta. Il suo ritratto del 1845 realizzato da Jean-Auguste-Dominique Ingres, per il quale ci vollero tre anni per completarlo, è esposto nella sede della collezione Frick, a New York, dagli anni Trenta.

## Biografia

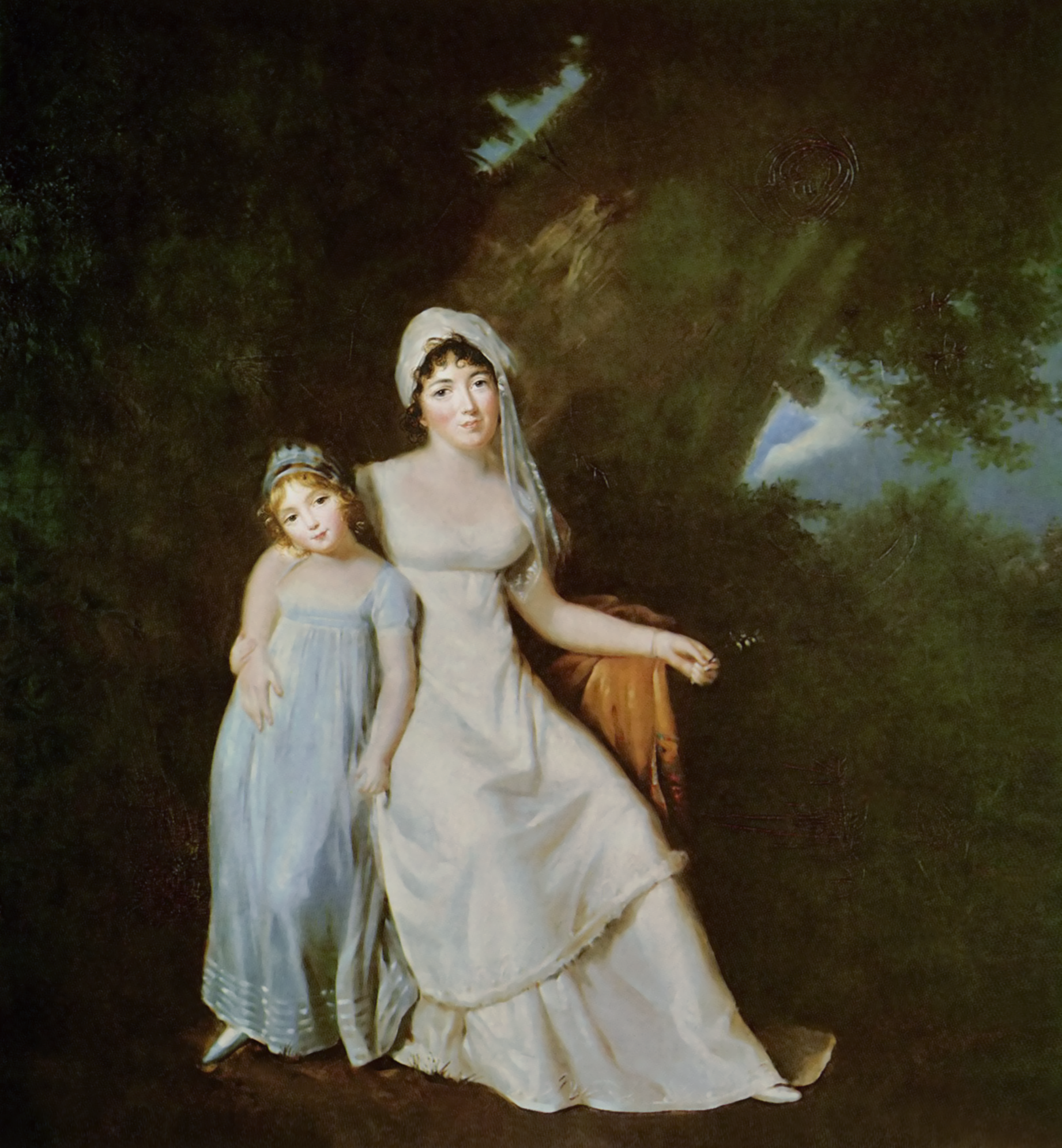
Marguerite Gérard, Madame de Staël e sua figlia, 1805 circa. Questa tela, realizzata tredici anni prima della sua nascita, ritrae la nonna e la madre di Louise de Broglie.

Intitolata dalla nascita come Louise-Albertine, principessa di Broglie (come era consuetudine nella famiglia aristocratica del padre), ella era la figlia dello statista e diplomatico Victor de Broglie, terzo duca di Broglie e Albertine, baronessa Staël von Holstein. Ella fu la più grande dei tre figli che sopravvissero fino all'età adulta; suo fratello Albert avrebbe ereditato il titolo ducale di Broglie e avrebbe acquisito fama politica e letteraria, mentre il fratello minore Auguste, il futuro "abate di Broglie", avrebbe intrapreso la carriera ecclesiastica. Louise era la nipote della celebre salottista e scrittrice Germaine de Staël, più nota come Madame de Staël, che morì un anno prima della sua nascita. Louise nacque nel castello della nonna a Coppet, in Svizzera, una residenza resa famosa dagli scritti di Staël e dalla notorietà culturale. Nel 1878 avrebbe ereditato la residenza a Coppet, dove sarebbe stata sepolta; la proprietà, che è stata aperta al pubblico fin dal 1924–1925, è ancora posseduta dai discendenti della viscontessa d'Haussonville.
Louise scrisse un'autobiografia inedita nella quale raccontava della sua educazione molto acculturata. Fin dalla tenera età, ella era entusiasta della letteratura e della musica, in particolare l'opera (Ingres in seguito incluse degli occhiali da opera nel suo ritratto). Particolarmente intellettuale, si diceva che ella leggesse ogni nuovo libro che usciva. All'età di undici anni, assistette alla prima dell'opera teatrale Hernani di Victor Hugo, celebre per le proteste che causò; da giovane era anche una pianista e conobbe personalmente Frédéric François Chopin. Era anche considerata un'acquerellista di talento, capace di dipingere delle scene sensazionali e convincenti. Tuttavia, prendeva a cuore le critiche personali, rammentando che durante l'infanzia sua madre la paragonava a "un bel vaso senza manici"; un altro critico le disse, all'età di nove anni, che il suo personaggio "non aveva abbastanza nutrimento per tener vivo un cane" e la comparò a "un topo campestre, un topazio, un capriolo, una fata blu e una scintilla". Secondo la stessa persona, il suo emblema araldico avrebbe dovuto essere un cavallo che fuggiva.
Nell'ottobre del 1836, all'età di diciotto anni, sposò Joseph d'Haussonville, un futuro storico e membro dell'Assemblea Nazionale Francese (1809–1884). Louise poi scrisse: "Ero destinata ad abbindolare, ad attrarre, a sedurre, e, nella resa dei conti finale, a far soffrire tutti quelli che cercavano la loro felicità in me. Volevo sposarmi giovane e avere una posizione brillante nella società. E quella, in fondo, fu l'unica ragione per la quale volli sposarlo." Con il matrimonio divenne  Louise de Cléron, viscontessa d'Haussonville (poi contessa dopo la morte del suocero nel 1846). Quali che fossero le sue intenzioni iniziali, il matrimonio sembrò evolversi felicemente; la coppia visse presso l'Hôtel de Broglie, 35 di rue Saint-Dominique, una residenza ristrutturata per loro dall'architetto elegante Hippolyte Destailleur. Essi ebbero tre bambini: Victor-Bernard (1837–1838), che morì durante l'infanzia, Mathilde (1839–1898), che non si sposò mai e Gabriel Paul Othenin Bernard, noto come Paul-Gabriel d'Haussonville (1843–1924), un politico e saggista rinomato, dal quale avrebbero avuto molti discendenti.
Louise è unica nel suo genere in quanto fu la figlia, la sorella, la moglie e la madre di quattro membri dell'Accademia francese: il padre Victor, il fratello Albert, il marito Joseph e il figlio Paul-Gabriel (quest'ultimo eletto nel 1888, sei anni dopo la sua morte). Louise era la prozia di Louis de Broglie, che avrebbe vinto il premio Nobel per la Fisica nel 1929 grazie al suo lavoro fondamentale sulla teoria quantistica. Ella era inoltre la bisnonna della filologa Béatrix d'Andlau (1893–1989) e di suo fratello Jean Le Marois (1895–1978), poeta e drammaturgo, che erano entrambi dei membri della famiglia Andlau.

### Carriera letteraria
Louise de Broglie era considerata liberale e schietta sia per l'epoca, sia per le circostanze della sua condizione sociale elevata. Nel 1858 ella pubblicò un saggio biografico esteso sul nazionalista irlandese Robert Emmet, nel 1861 una biografia su Maria Adelaide di Savoia (Souvenirs d'une demoiselle d'honneur de Mme la duchesse de Bourgogne) e nel 1870 una biografia su Margherita di Valois (Marguerite de Valois, reine de Navarre). Nel 1872 e nel 1874, ella pubblicò una biografia in due volumi su Lord Byron (La Jeunesse de Lord Byron and Les Dernières Années de Lord Byron: Les rives du Lac de Genève, l'Italie, la Grece), che trasse dalle osservazioni e le interazioni della nonna Madame de Staël con il poeta inglese. Nel 1875, pubblicò una biografia e una critica delle opere di Charles Augustin Sainte-Beuve (C.-A. Sainte-Beuve: sa vie et ses oeuvres).

## Ritratto ingresiano

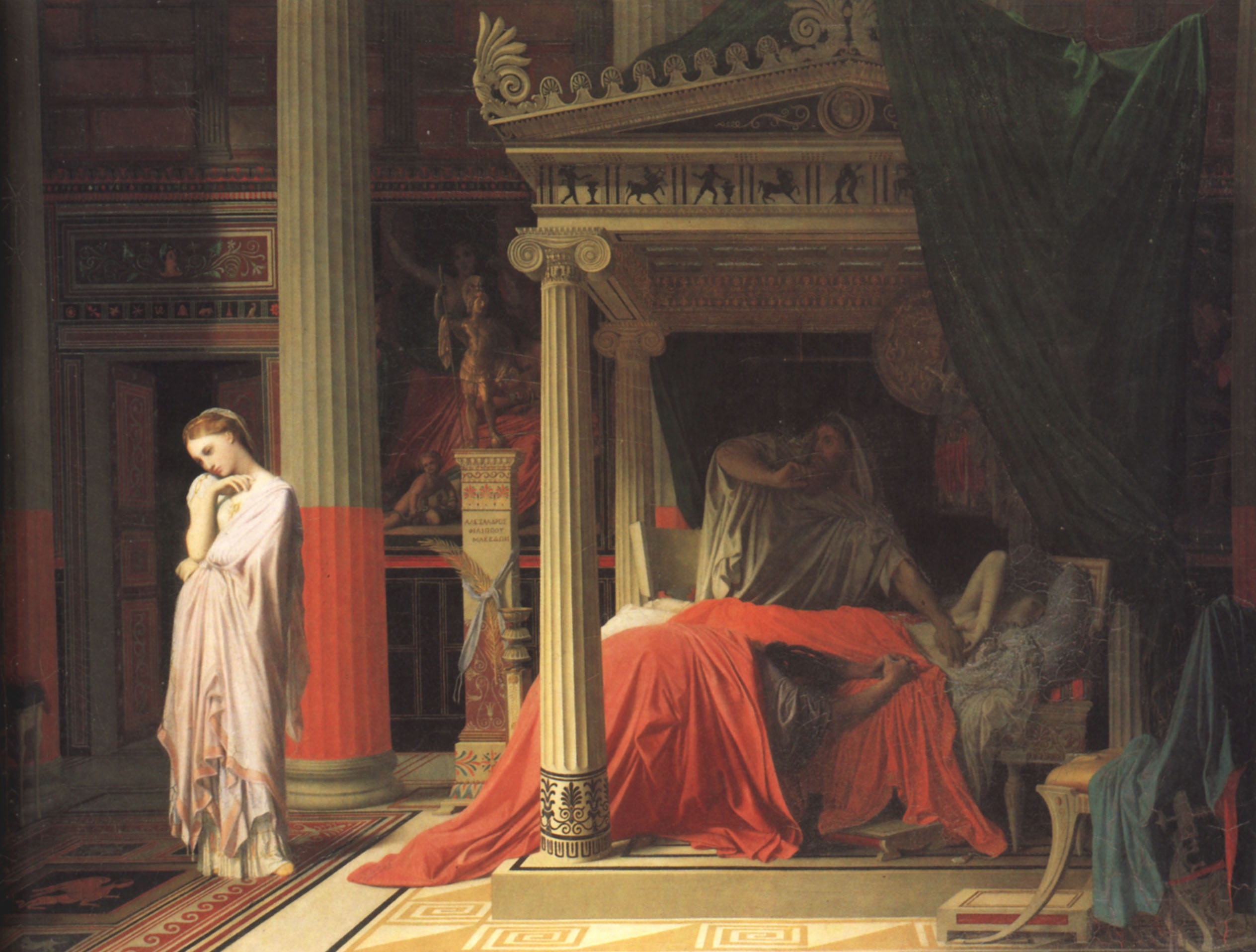
Jean-Auguste-Dominique Ingres, Antioco e Stratonice, 1840

Nel 1838, due anni dopo il matrimonio, il visconte d'Haussonville cercò di far ritrarre sua moglie da Franz Xaver Winterhalter, uno dei preferiti dai reali europei, ma Winterhalter non era disponibile. Quindi presero in considerazione Jean-Auguste-Dominique Ingres; Louise e suo marito l'avevano incontrato per la prima volta a Roma nel 1840, quando stava dirigendo l'accademia francese a Roma e viveva a Villa Medici. I due si convinsero della sua idoneità nel dipingere il ritratto dopo aver visto l'allora recente Antioco e Stratonice (oggi al museo Condé).
Più o meno nello stesso periodo, Ingres, che allora aveva sessant'anni ed era convinto che la sua reputazione sarebbe stata assicurata da commissioni su larga scala, espresse il suo sgomento a un amico: "Tutti vogliono i ritratti. Ce ne sono sei che sto rifiutando o provo a evitare perché non li sopporto. Be', non sono tornato a Parigi per dipingere ritratti." Anche se non si sa se il ritratto di Louise fosse tra quelle commissioni che Ingres sperava di evitare, degli schizzi preliminari testimoniano che nell'estate del 1842 aveva iniziato l'incarico. Il processo non era facile, sia per il pittore che per la modella. Louise trascorreva dei mesi all'estero alla volta e le sedute erano interrotte dalla gravidanza. Esistono almeno sedici disegni preparatori, oltre a un primo tentativo di ritratto a olio e dozzine di disegni per i tendaggi. Ingres rivide significativamente il costume di Louise e perfezionò la sua espressione facciale, aggiungendo delle note estese ad almeno una bozza: "far rientrare la narice", "il mento più nitido", "i bulbi oculari più piccoli", "il naso più stretto". Una volta egli disse al suo allievo Amaury Duval che, per quanto la ritrattistica fosse difficile, i ritratti femminili erano una sfida particolare e disse: "Non si può fare. Basta per far piangere qualcuno." Ingres passò i primi sei mesi del 1845 a lavorare intensamente al ritratto, che venne finito l'estate di quell'anno.

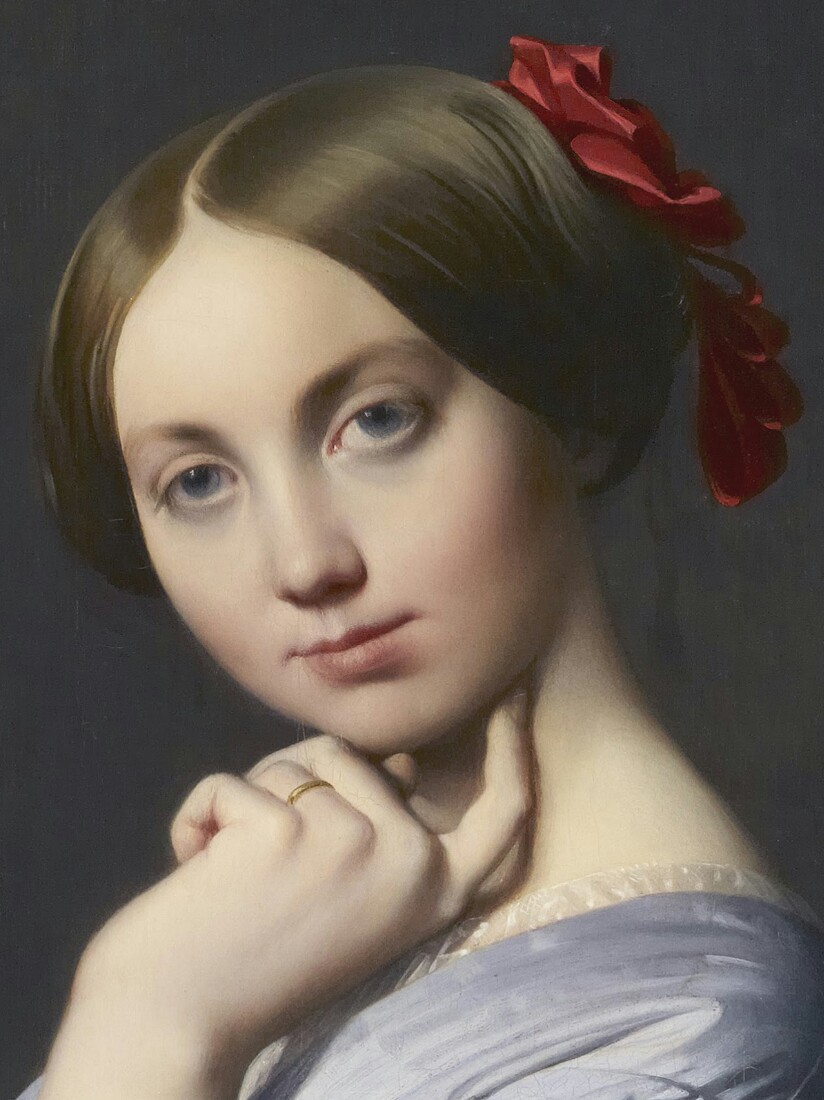
Un particolare del volto di Louise dal ritratto ingresiano.

Lo storico dell'arte (e curatore emerito del museo nuovaiorchese) Edgar Munhall richiamò alla mente che sia Antioco e Stratonice che il ritratto ingresiano di Louise si ispirano alla posa della Pudicizia (Pudicitia in latino), una statua di una dea romana esposta nella collezione vaticana. Nel suo libro su Ingres, Robert Rosenblum collega la sua posa a Polimnia, la musa della poesia sacra, dell'inno e dell'eloquenza: al Louvre vi era una sua statua, la copia romana di un originale greco. Indipendentemente dall'ispirazione specifica, il ritratto di Ingres ritrae una donna sia modesta che mondana, con lo sguardo fisso sullo spettatore che sembra averla quasi sorpresa dopo il suo ritorno dall'opera, dopo essersi tolta con disinvoltura lo scialle da sera.
Molti critici hanno notato l'impossibilità anatomica della posa di Louise, con il braccio destro che sembra avere origine nella sua spalla sinistra. Inoltre sarebbe impossibile vedere la mano sul mento di Louise nel riflesso dello specchio, inclusa da Dominique Ingres. Sebbene molti spettatori abbiano notato che il ritratto di Louise riproduca fedelmente la moda dell'epoca, degli studi hanno stabilito che il vestito della viscontessa era decisamente fuori moda  per l'epoca nella quale Ingres la dipinse, come a enfatizzare che l'intelligenza del soggetto e l'informalità relativa superassero la sua fedeltà alle tendenze della moda.
Il dipinto rimase nelle collezioni private della famiglia per ottant'anni, anche se in alcune occasioni venne esposto pubblicamente. La prima esposizione a Parigi nel 1846 causò "una tempesta di approvazioni presso la sua famiglia e i suoi amici", come Ingres scrisse a un amico, riferendo in confidenza che un politico prominente aveva scritto a Louise dicendo che "il signor Ingres doveva essersi innamorato di lei per averla dipinta in questo modo". Il ritratto venne poi esposto nel 1855, nel 1867, nel 1874 e nel 1910, oltre a circolare in forma fotografica. Dopo la morte di Paul-Gabriel d'Haussonville nel 1924, i suoi discendenti vendettero il quadro al collezionista d'arte Georges Wildenstein per compensare le tasse della residenza. Nel 1927 venne poi acquisito dalla collezione Frick per 125.000 dollari.